# ラテンビート映画祭
ラテンビート映画祭（Laten Beat Film Festival, LBFF）は、毎年秋に日本で開催される映画祭。イベロアメリカの映画を上映している。旧称はスペイン・ラテンアメリカ映画祭。

## 前史

### スペイン・レトロスペクティブ
スペイン・マドリード出身のアルベルト・カレーロ＝ルーゴは、大学卒業後にスペイン国立テレビ・ラジオ学校で学び、テレビシオン・エスパニョーラで働いていた。余暇には日本語を勉強しており、1994年には日本・文部省奨学金を得て東京藝術大学に留学、デザイン学科の視聴覚映像研究室で学んだ。当時の日本でヨーロッパ映画といえばフランス映画とイタリア映画以外はあまり知られておらず、カレーロ＝ルーゴはスペイン映画と南アメリカの映画の紹介を計画する。
まずは1997年、スペインの国営通信社であるEFEを通じて東京国際レズビアン&ゲイ映画祭(TILGF)に『ごめん、でもルーカスは僕を好きだったんだ』を売り込んで上映。カレーロ＝ルーゴが日本で紹介した初のスペイン映画がこの作品であり、監督が日本を訪れて映画祭に出席しているが、監督は実際に訪れるまで日本の映画祭で上映されることを冗談だと思っていたという。1999年には同映画祭の中に「スペイン・レトロスペクティブ 70-80年代のスペイン・ゲイ・フィルム」という企画を設け、『国会議員』などのLGBTの長編5本、ペドロ・アルモドーバル監督の短編1本を特集上映した。この企画にはスペイン大使館文化参事官が臨席し、「芸術的にも社会文化的にも非常に意義がある」と述べている。
2000年にはネストール・アルメンドロス監督がキューバの同性愛者迫害を追ったドキュメンタリー『不良行為』を東京国際レズビアン&ゲイ映画祭で上映。この映画は低予算で撮影された映画であり、フランス・パリに1本だけフィルムが現存していた希少価値の高い作品である。キューバ人作家レイナルド・アレナスの『夜になるまえに』（国書刊行会）がジュリアン・シュナーベル監督によって映画化されたばかりであり、『不良行為』はその話題性で多くの観客を集めた。

### バスク映画祭
2003年6月、カレーロ＝ルーゴはビスカヤ県政府が主催して六本木ヒルズで開催された「バスクフィルムフェスティバル」(The Basques in the Cinema Film Festival Tokyo)のプログラムを組んだ。この映画祭はバスク地方出身監督の作品を集めており、フリオ・メデム監督、アレックス・デ・ラ・イグレシア監督、エンリケ・ウルビス監督、パブロ・ベルヘル監督、イバン・スルエタ監督の作品などが上映されている。初めて自由に作品を選定したこの経験がスペイン・ラテンアメリカ映画祭（ラテンビート映画祭）の構想につながった。
- 日程 : 2003年6月5日（木）-6月8日（日）
- 主催 : ビスカヤ県政府
- 場所 : 東京都港区 六本木ヒルズ ヴァージンシネマズ六本木ヒルズ
- 上映作品

『月曜日にひなたぼっこ』Los lunes al sol : フェルナンド・レオン・デ・アラノア監督
『ルシアとSEX』Lucía y el sexo : フリオ・メデム監督
『800ビュレット』800 balas : アレックス・デ・ラ・イグレシア監督
『貸し金庫507』La caja 507 : エンリケ・ウルビス監督
『トレモリノス73』Torremolinos 73 : パブロ・ベルヘル監督
『殺人依存症主婦』Marujas asesinas : ハビエル・レボーヨ監督
『ブルガリアの愛人』Los novios Búlgaros : エロイ・デ・ラ・イグレシア監督
『エクスタシー』Arrebato : イバン・スルエタ監督

## 歴史

### 第1回(2004)-第3回(2006)
カレーロ＝ルーゴは2003年末にいったんスペインに帰国し、スペイン文化省、スペイン外務省、エールフランスからの後援を得ると、日本に戻ってスペイン・ラテンアメリカ映画祭の会場の選定や作品の選定を行った。東京・赤坂の国際交流基金フォーラムで7日間、神戸で4日間開催することとし、配給会社にかけあって素材やスクリプトを入手、字幕や宣伝資料を作成した。ラテン系の店舗や各映画館にチラシを置いて回り、ゲストの招待も企画した。フィルムが日本に到着するのは映画祭開幕の直前であり、字幕は焼き付けではなくプロジェクターでフィルムに投影する方式を撮った。カレーロ＝ルーゴはこれらの作業をほぼ一人で行い、会期中のみボランティアの協力を仰いだ。
2004年9月、第1回スペイン・ラテンアメリカ映画祭(Hispanic Beat Film Festival 04)が開催された。プレミアム上映作品はペドロ・アルモドーバル監督の『バッド・エデュケーション』であり、計18本のイベロアメリカ映画を上映した。アメリカ・コロンビア合作『そして、ひと粒のひかり』やメキシコ・エクアドル合作『タブロイド』などは本映画祭で好評を得たことで、前者は2005年10月に、後者は2006年1月に日本で一般公開されている。ペドロ・アルモドーバルの弟でプロデューサーを務めるアグスティン・アルモドーバル、イマノル・ウリベ監督の『キャロルの初恋』で主演を務めた14歳のクララ・ラゴがゲストとして東京を訪れた。
愛知万博が開催された2005年には、カレーロ＝ルーゴがスペイン館の文化イベントのコーディネーターとなった。フラメンコ/ギター/クラシックなど数々の文化イベントが開催され、第2回スペイン・ラテンアメリカ映画祭(Hispanic Beat Film Festival 05)は一連の文化イベントの一つとして開催された。東京・青山のスパイラルホールを会場とし、『レアル ザ・ムービー』、『モルタデロとフィレモン』など5日間で11本を上映した。この年からはカレーロ＝ルーゴの友人であるカロリーナ・ロモが補佐役として活動している。
2006年の第3回スペイン・ラテンアメリカ映画祭(Laten Beat Film Festival 06)は渋谷のアミューズCQN（現・ヒューマントラストシネマ渋谷）で開催された。初めて商業映画館を会場としたことで、それまで無名だった本映画祭にとって飛躍の年となった。カレーロ・ルーゴはカンヌ国際映画祭でも作品を選定し、『マデイヌサ』、『ボディーガード』、『火に照らされて』、『ドラマメックス』などを上映。「思春期の物語」「性と愛の物語」「リズムを刻む物語」「困難な人生の物語」の4つのテーマで11本の作品を上映し、第3回映画祭の総観客数は一気に3倍に増加した。

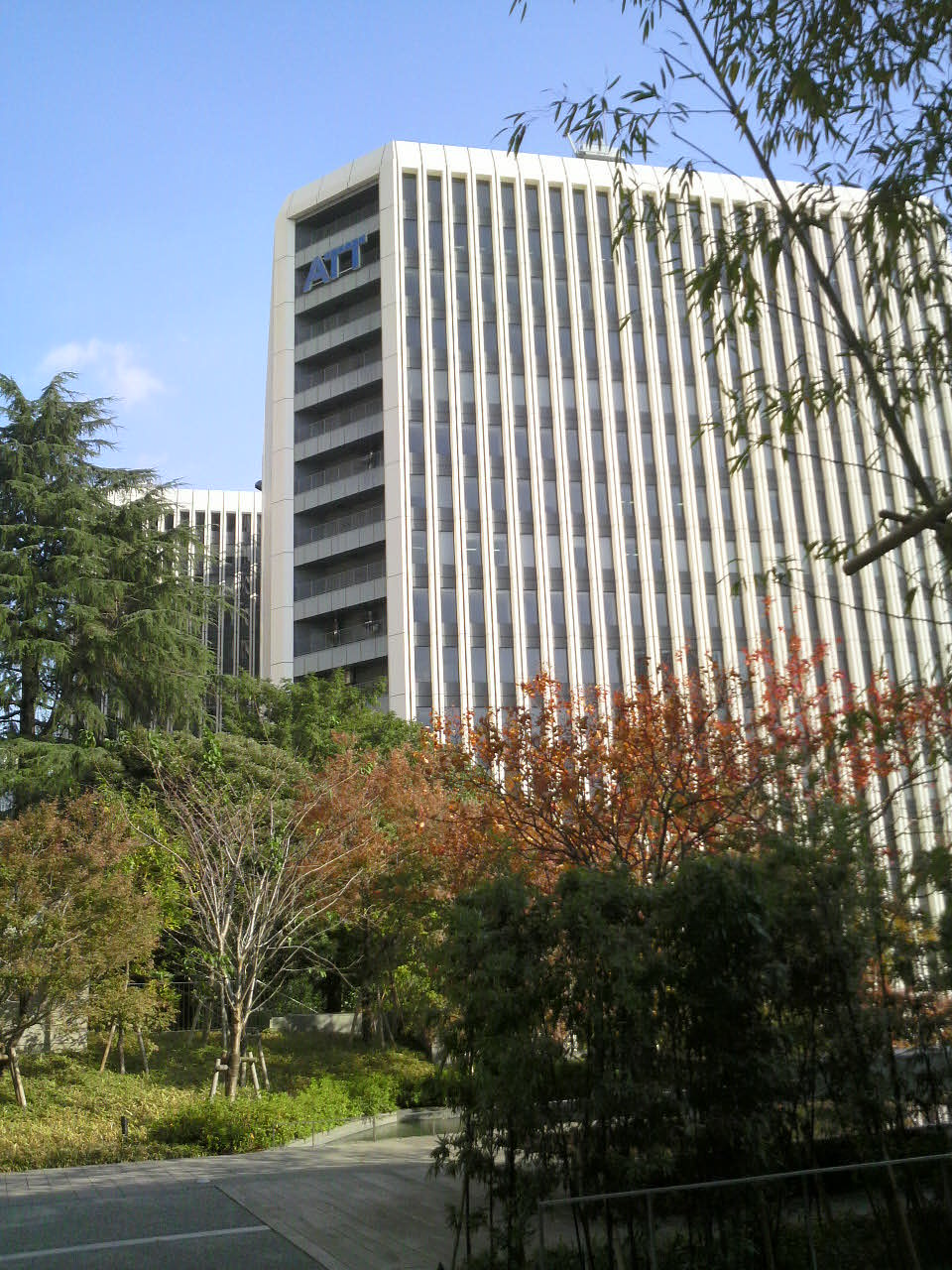
初開催の2004年の主会場となった赤坂の国際交流基金フォーラム
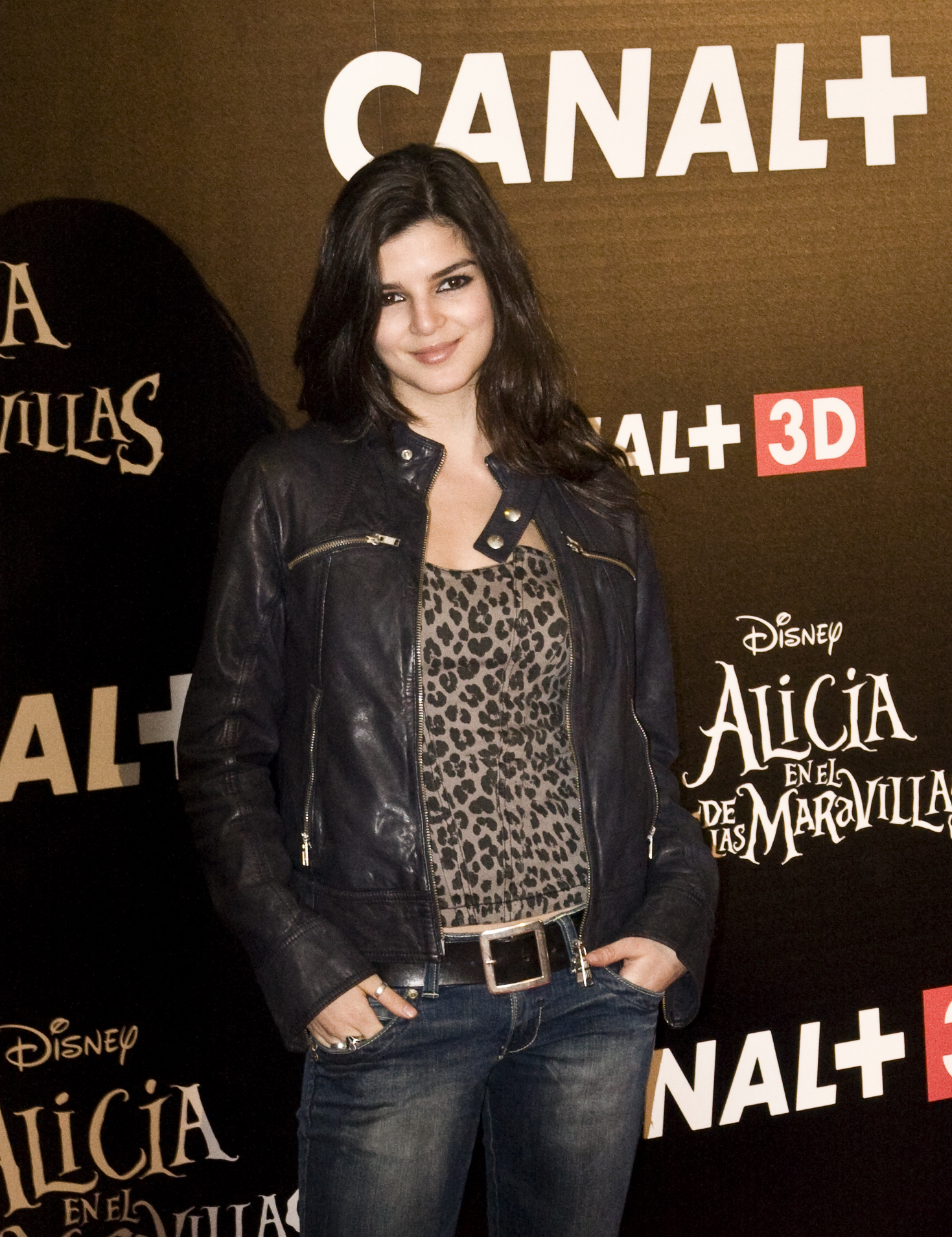
2004年に招待されたクララ・ラゴ
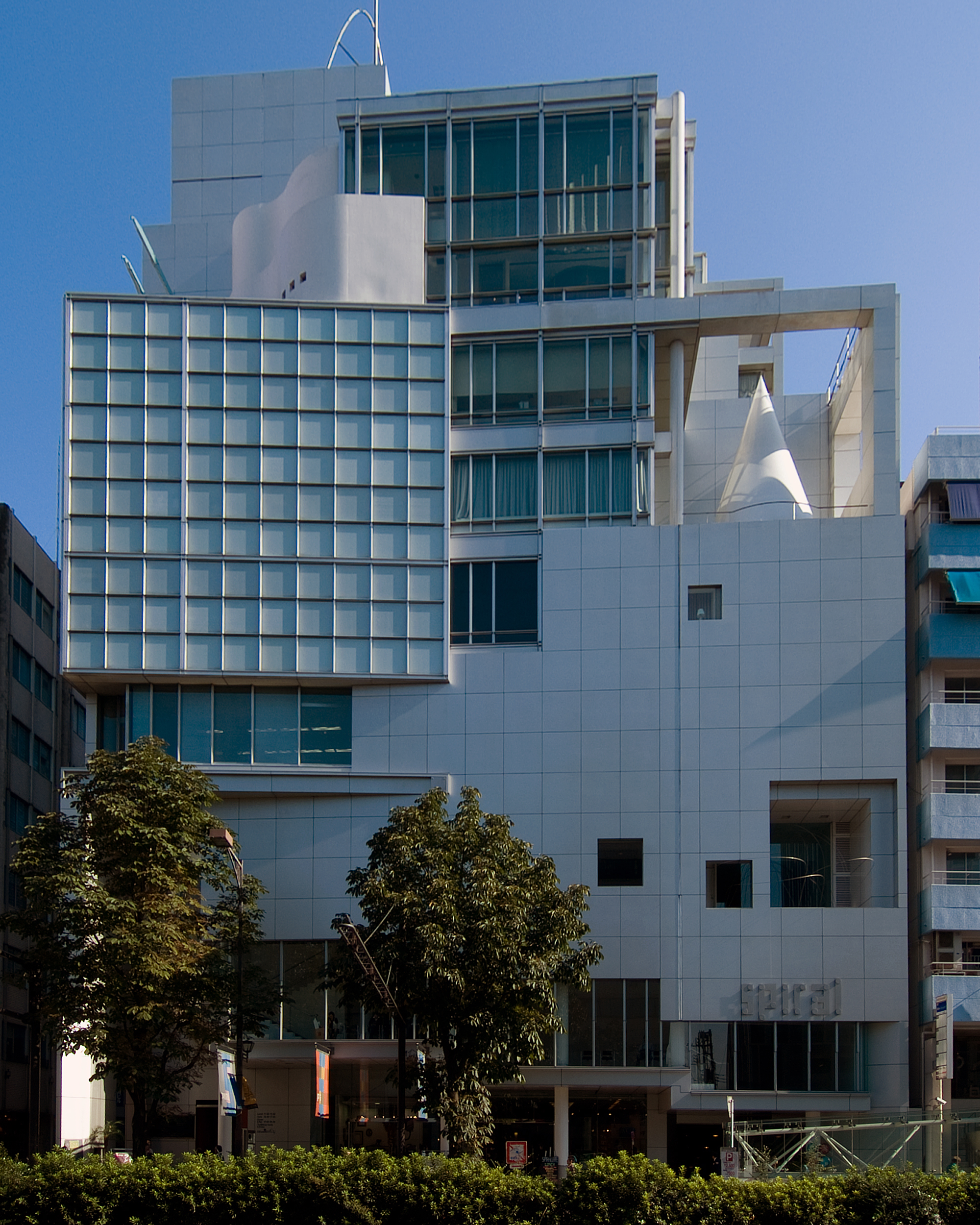
2005年の主会場となった青山のスパイラルホール
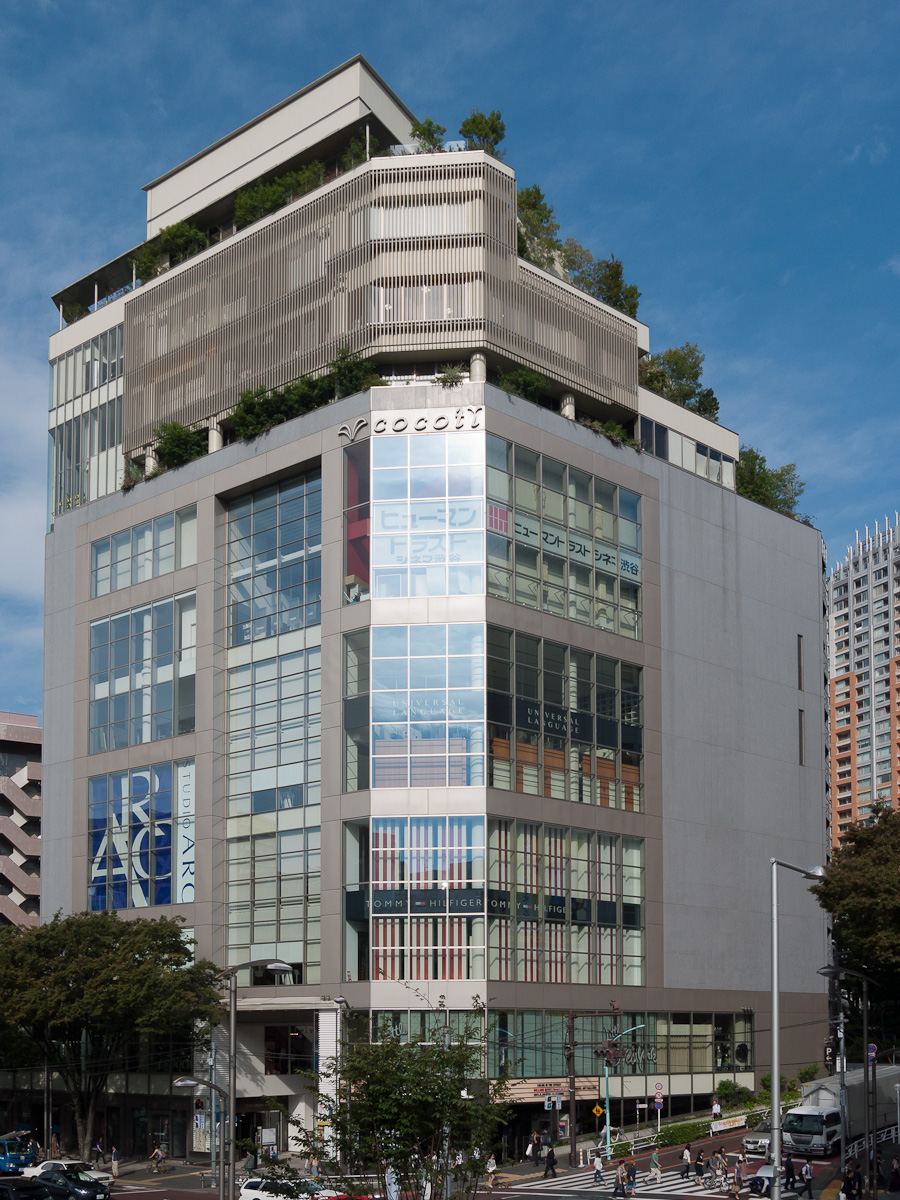
2006年の会場となった渋谷のアミューズCQN

### 第4回(2007)-

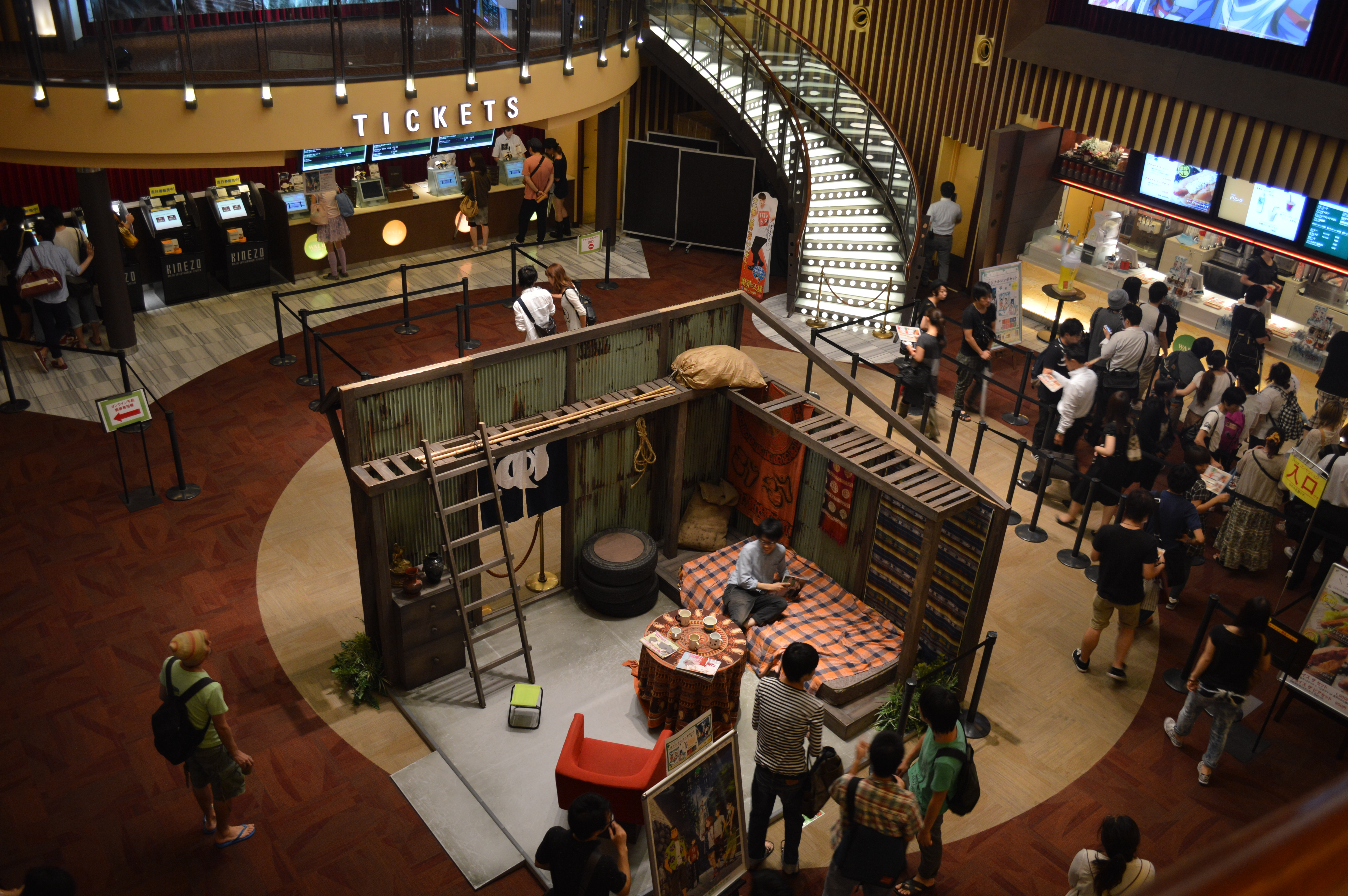
2007年以降の主会場である新宿・バルト9

2007年の第4回スペイン・ラテンアメリカ映画祭(Laten Beat Film Festival 07)は日本でシネマコンプレックスを運営しているティ・ジョイの協力を得て、東京会場はティ・ジョイ系列で開館したばかりの新宿・バルト9に落ち着いた。東京では7日間、大阪では3日間の会期で、長編13本と短編4本を上映。これとは別に、セルバンテス文化センター東京で『パンズ・ラビリンス』と『サルバドールの朝』も上映している。メキシコの俳優ディエゴ・ルナが映画祭のために日本を訪れ、『XXY』を撮ったアルゼンチンのルシア・プエンソ監督、『漆黒のような深い青』を撮ったスペインのダニエル・サンチェス＝アレバロ監督もゲストに招かれた。
2008年の第5回スペイン・ラテンアメリカ映画祭は東京・新宿のバルト9と大阪・難波のなんばパークスシネマで長編13本と短編5本を上映。スペインのカルロス・サウラ監督が招かれ、ポルトガルのファドを主題としたドキュメンタリー『ファド』をオープニング上映した。
2009年からはメキシコに帰国したカロリーナ・ロモの代わりに、立教大学ラテンアメリカ研究所講座受講生の寺島佐知子がカレーロ＝ルーゴの補佐役となった。長編12本、テレノベラ2本、『スペイン狂想曲』を上映し、第6回スペイン・ラテンアメリカ映画祭の総観客数は2008年を1,000人上回った。上映作品はスペイン、アメリカ、メキシコ、アルゼンチン、ブラジル、チリ、キューバと3大陸7か国にも及び、チリのアンドレス・ウッド監督、スペインのゴヤ賞で作品賞など6部門を受賞した『カミーノ』のハビエル・フェセル監督や出演俳優陣、『命を燃やして』を撮ったメキシコのロベルト・スネイデル監督、スペインで活躍する女優アナ・デ・アルマス、アルゼンチンの歌手・女優エンメが招待された。
2010年までは日本語題がスペイン・ラテンアメリカ映画祭、英語題がLaten Beat Film Festivalだったが、2011年からは日本語題も英語題に合わせてラテンビート映画祭となった。2011年の第8回ラテンビート映画祭は新宿・バルト9、横浜・ブルク13にティ・ジョイ京都を加えた3都市で開催され、スペインを舞台としたボリウッド映画『人生は一度だけ』や、イシアル・ボジャイン監督がボリビアで撮影した『ザ・ウォーター・ウォー』が上映された。オープニング作品の『キューバの恋人』に主演した津川雅彦が登壇し、沢尻エリカとの離婚問題で世間を賑わせていたお騒がせセレブの高城剛がトークショーを行った。
2012年には新宿・バルト9、横浜・ブルク13、梅田・ブルク7に加えて、ティ・ジョイ京都とティ・ジョイ博多も加えた5都市（本映画祭史上最多）で開催され、17作品が上映された。ゴヤ賞作品賞を受賞した『悪人に平穏なし』、スペインでは珍しいSF映画である『EVA〈エヴァ〉』、ディエゴ・ルナとガエル・ガルシア・ベルナルが共演した『俺たちサボテン・アミーゴ』などが上映され、『EVA〈エヴァ〉』のキケ・マイーリュ監督や『悪人に平穏なし』のエンリケ・ウルビス監督がゲストに招かれた。
2013年の第10回映画祭では19本が上映され、ペドロ・アルモドーバル監督のコメディ『アイム・ソー・エキサイテッド!』がオープニング作品となった。その他にはゴヤ賞作品賞を受賞したパブロ・ベルヘル監督の『ブランカニエベス』、パブロ・ラライン監督がピノチェト独裁政権末期に行われた国民投票の反対派キャンペーンを描いた『NO』、カンヌ国際映画祭で監督賞を受賞したアマト・エスカランテ監督の『エリ』などが上映された。この年は新宿・バルト9、梅田・ブルク7、横浜・ブルク13の各会場に加えて、ティ・ジョイ京都も加えた4会場で開催されている。
2014年の第11回映画祭ではディエゴ・ルナが監督した『セザール・チャベス』、アレックス・デ・ラ・イグレシア監督の『スガラムルディの魔女』など17作品が上映された。イグレシア監督の特集上映が行われ、旧作3本と新作2本が上映された上に、数作品に出演している女優で美人妻のカロリーナ・バングと2人揃っての全作品のティーチインが行われた。
2015年の第12回映画祭では17本が上映され、アグスティ・ビリャロンガ監督の『ザ・キング・オブ・ハバナ』は本国スペインに先駆けて上映されている。『バルセロナ3D 炎のバラ』は本映画祭で初めて3D上映され、日本人女優の菊地凛子がナレーションを務めた。日本で話題を呼んだスペインドラマ「情熱のシーラ」の主演女優アドリアーナ・ウガルテを中心に、『火の山のマリア』のハイロ・ブスタマンテ監督、『クローズド・ルームズ』の原作者であるカレ・サントスらが招待された。

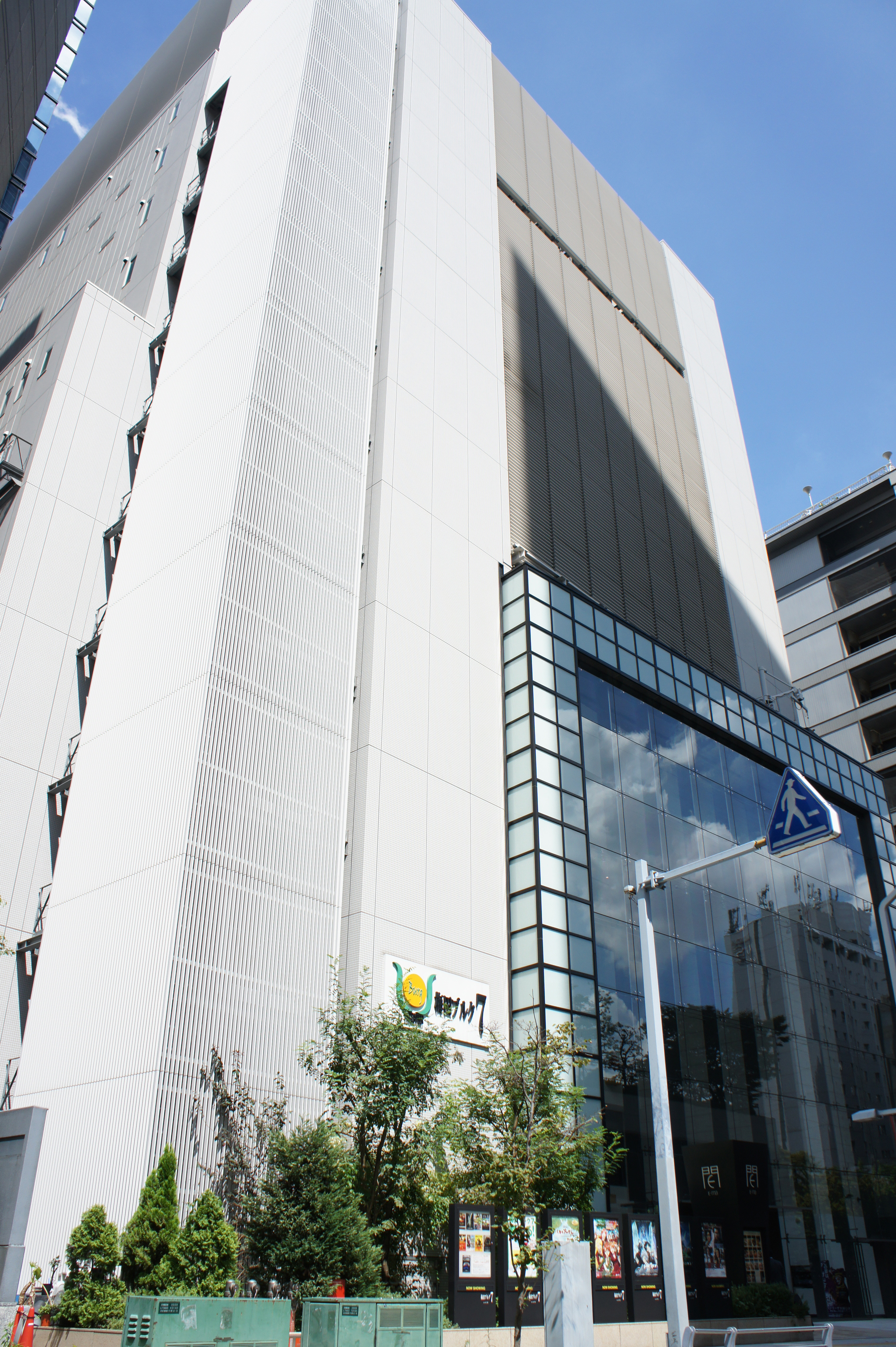
梅田ブルク7が入居するE-MA
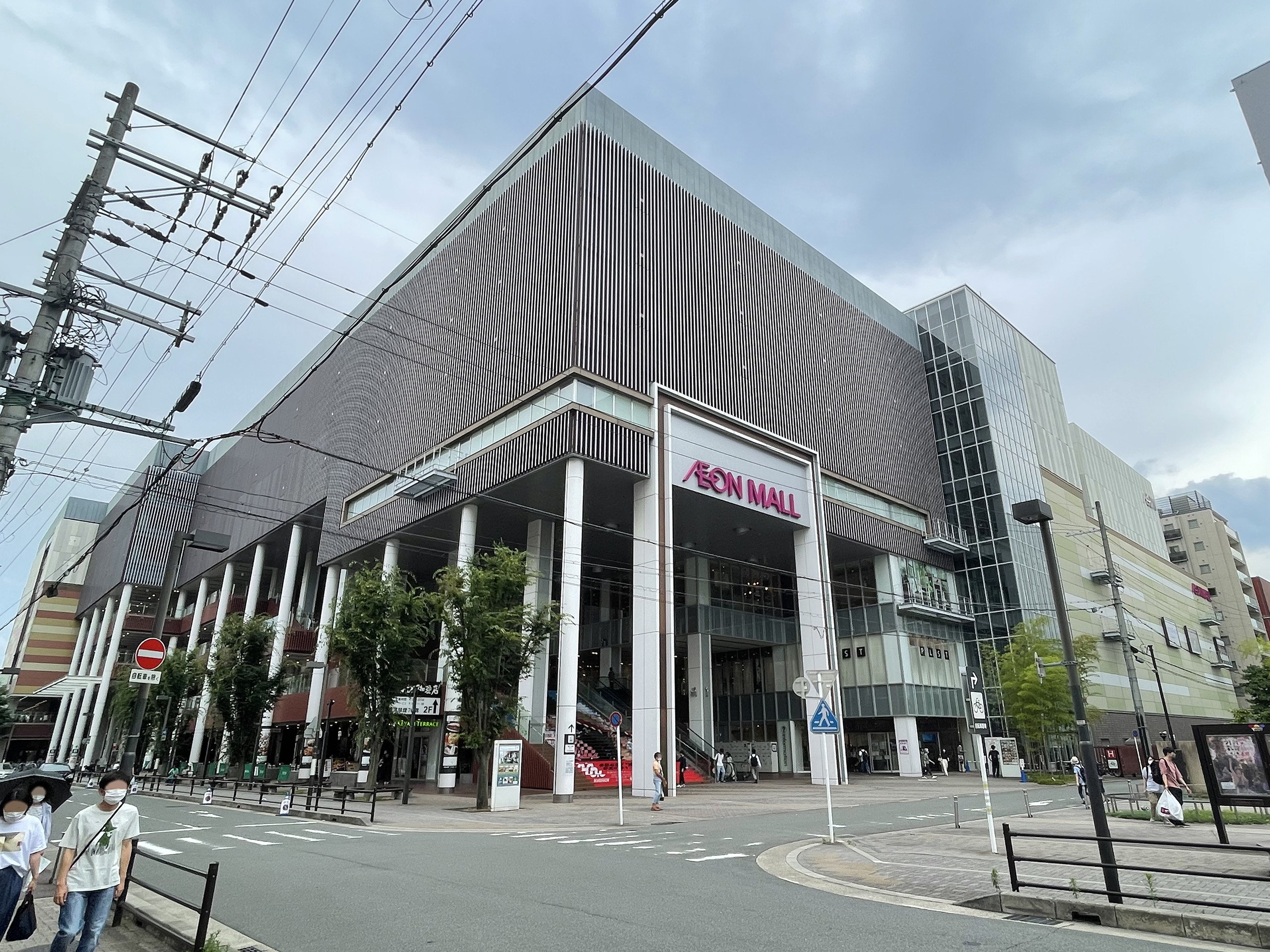
ティ・ジョイ京都が入居するイオンモールKYOTO
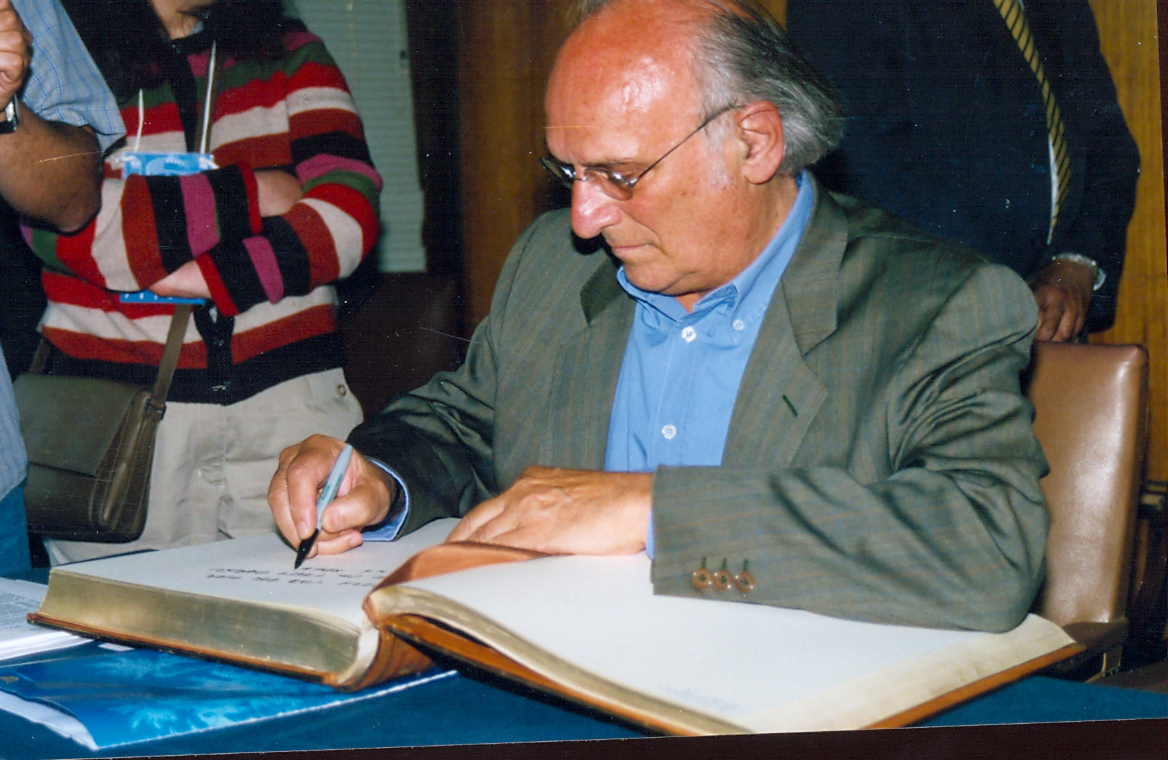
2008年に招待されたカルロス・サウラ監督
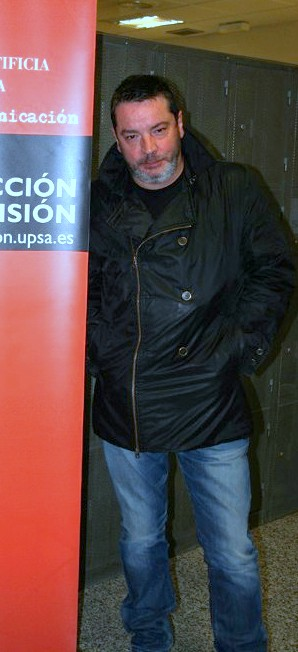
2012年に招待されたエンリケ・ウルビス監督
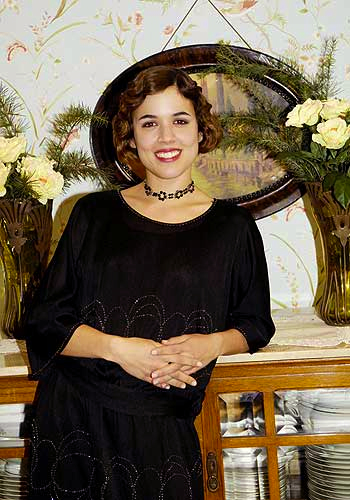
2015年に招待された女優のアドリアーナ・ウガルテ

## 特徴
上映する映画の国籍の多様性、ジャンルの多様性が大きな特徴である。ラテンアメリカの映画大国としてはスペイン、メキシコ、ブラジル、アルゼンチンなどがあるが、それ以外のキューバ、チリ、コロンビア、ウルグアイなどの作品も積極的にプログラムに組み込んでいる。ラテンアメリカ映画は社会派ドラマが多いが、コメディ映画、スリラー映画、アクション映画の紹介も行っている。
ルクレシア・マルテル監督やプロデューサーのパブロ・クルス(Pablo Cruz)は、「LBFFは、最高のラテンアメリカ映画が見られる場だ。クオリティの高さは、トロント国際映画祭のラテンアメリカ部門に匹敵する」と絶賛した。